# バーイード
バーイード（Baaeed、2018年4月8日 - ）は、イギリスで生産・調教されていた競走馬。馬名の由来はアラビア語の形容詞بعيد（ba‘īd,バイード）で意味は「遠い、遠く離れた」「遥かなる」。
主な勝ち鞍は2021年ムーランドロンシャン賞、クイーンエリザベス2世ステークス、2022年ロッキンジステークス、クイーンアンステークス、サセックスステークス、インターナショナルステークス。

## 戦績

### 3歳(2021年)
デビューは遅く、3歳となった2021年6月7日レスター競馬場の未勝利戦（芝1マイル53ヤード）でデーン・オニール騎乗のもとデビューし初勝利を挙げる。続く一般戦とサーヘンリーセシルステークス（リステッド競走）を共に圧勝。重賞初挑戦となった7月30日のサラブレッドステークス (G3) では後方追走から脚を伸ばして先頭に立つと最後は6馬身半差をつけ重賞初制覇を果たす。
9月5日のムーラン・ド・ロンシャン賞では好位でレースを進め、直線で逃げるノーベンバ (Novemba) をかわして先頭に躍り出るとオーダーオブオーストラリアに1馬身1⁄4差をつけG1初制覇を飾る。10月16日のクイーンエリザベス2世ステークスではパレスピアをマークする形で追走すると、残り2ハロンでパレスピアとともに抜け出して一騎打ちとなり、最後はクビ差でパレスピアをかわしてG1競走2連勝となった。

### 4歳(2022年)
明けて4歳となり2022年、5月14日のロッキンジステークス (G1) で約8か月ぶりに復帰。2着のリアルワールド (Real World) に3馬身1⁄4の差をつけ圧勝、デビューからの連勝記録を7に伸ばした。
6月14日、クイーンアンステークス (G1) に出走。道中を2番手につけたバーイードは残り600メートルからスパートをかけると、一度もムチを振るうことなく2馬身差で勝利し、連勝記録を8とした。
7月27日、サセックスステークス (G1) に出走。このレースには日本馬のバスラットレオンも参戦した。レースでは後方2番手につけ、残り1ハロン地点で逃げ粘るバスラットレオンを外から交わし2着モダンゲームズに1馬身3⁄4差をつけ勝利。デビューからの連勝を9に伸ばした。
レース後、バーイード陣営は次走として初の中距離戦となるインターナショナルステークス (G1) に出走することを決定。結果次第でチャンピオンステークスか連覇のかかるクイーンエリザベス2世ステークスへ向かうとした。
8月17日、予定通りインターナショナルステークスに出走。ここにはジョッケクルブ賞・サウジカップ・ドバイシーマクラシック等を制した前年覇者ミシュリフやアイリッシュ2000ギニーを制したネイティヴトレイルが参戦。レースでは前走と同じく後方2番手に控え、ヨーク競馬場の5ハロンにも及ぶ長い直線に入り持ったままで徐々に進出、残り300メートル付近で鞍上のジム・クローリーが軽く促すと鋭く加速し、ラスト1ハロン地点でミシュリフを交わし差を広げ、最後には6馬身半差をつけ優勝。デビューからの連勝を10と伸ばし、父シーザスターズとの父子制覇も達成した。
レース後、陣営は更なる距離延長となる凱旋門賞は避けて10月に開催されるチャンピオンステークスに向かい、そのレースをラストランとすると発表した。この発表を受けて、ブックメーカー各社はバーイードを断然の一番人気とし、イギリスのウィリアムヒルは単勝1.4倍、アイルランドのパディパワーは単勝1.5倍のオッズをつけた。
最終的に凱旋門賞には出走せず、当初の予定通り正式にイギリスチャンピオンステークスに向かうことを表明した。
10月15日、引退レースとなる英チャンピオンステークスに出走。前年の欧州2冠馬アダイヤーや、この年1990mのGIで好走中のベイブリッジなどのメンバーが揃う中、単勝オッズ1.2倍の圧倒的1番人気に推される。最内枠からの出走となったレースでは、スタートで出遅れるもいつも通り中段やや後ろで前を追走し、最後の直線で外に出した。しかし、いつものような伸びがなく、前を行く勝ち馬ベイブリッジなどを捉えきれずまさかの4着。生涯初黒星を喫し、連勝記録は10でストップ。ゴール後鞍上のジム・クローリーは敗因に馬場状態を挙げながらも、｢私たちの旅は信じられないほど素晴らしいものだ。彼は私にとって今でも特別な馬だ。｣と悔しさを滲ませながらも労いの言葉を述べた。この敗戦はイギリスを中心に波紋を広げ、歴史的名馬に値するかどうかの議論が過熱した。
カルティエ賞の年度代表馬および最優秀古馬に選出される。
競走馬引退後の2023年よりシャドウェルスタッドで種牡馬入りする。

## 競走成績
以下の内容は英国競馬統括機構とフランスギャロ、およびレーシング・ポスト、JRA-VAN Ver.Worldによる。
| 競走日         | 競馬場           | 競走名                 | 格 | 馬場・距離 （馬場状態） | 頭数 | 着順 | タイム  | 着差      | 騎手         | 斤量      | 1着馬（2着馬）       |
| -------------- | ---------------- | ---------------------- | -- | ----------------------- | ---- | ---- | ------- | --------- | ------------ | --------- | -------------------- |
| 2021年6月7日   | レスター         | 未勝利戦               |    | 芝 1mi53yds (GF)        | 14   | 1着  | 1:43.60 | 1+1⁄4馬身 | D.オニール   | 9st.3lb.  | (Tamaamm)            |
| 2021年6月19日  | ニューマーケット | 条件戦                 |    | 芝 1mi (GS)             | 10   | 1着  | 1:38.72 | 7+1⁄2馬身 | D.オニール   | 9st.8lb   | (Komachi)            |
| 2021年7月8日   | ニューマーケット | サーヘンリーセシルS    | L  | 芝 1mi (GF)             | 5    | 1着  | 1:36.95 | 4馬身     | J.クローリー | 9st.3lb.  | (Maximal)            |
| 2021年7月30日  | グッドウッド     | サラブレッドS          | G3 | 芝 1mi (GS)             | 7    | 1着  | 1:41.20 | 6+1⁄2馬身 | J.クローリー | 9st.1lb.  | (El Drama)           |
| 2021年9月5日   | パリロンシャン   | ムーランドロンシャン賞 | G1 | 芝 1600m (BS)           | 6    | 1着  | 1:39.13 | 1+1⁄4馬身 | J.クローリー | 57kg      | (Order of Australia) |
| 2021年10月16日 | アスコット       | クイーンエリザベス2世S | G1 | 芝 1mi (GS)             | 10   | 1着  | 1:42.57 | クビ      | J.クローリー | 9st.1lb.  | (Palace Pier)        |
| 2022年5月14日  | ニューベリー     | ロッキンジS            | G1 | 芝 1mi (Gd)             | 9    | 1着  | 1:35.71 | 3+1⁄4馬身 | J.クローリー | 9st.      | (Real World)         |
| 2022年6月14日  | アスコット       | クイーンアンS          | G1 | 芝 1mi (GF)             | 7    | 1着  | 1:37.76 | 1+3⁄4馬身 | J.クローリー | 9st.2lb.  | (Real World)         |
| 2022年7月27日  | グッドウッド     | サセックスS            | G1 | 芝 1mi (GF)             | 7    | 1着  | 1:37.74 | 1+3⁄4馬身 | J.クローリー | 9st.10lb. | (Modern Games)       |
| 2022年8月17日  | ヨーク           | インターナショナルS    | G1 | 芝 1mi2f56yds (Gd)      | 6    | 1着  | 2:09.30 | 6+1⁄2馬身 | J.クローリー | 9st.8lb.  | (Mishriff)           |
| 2021年10月15日 | アスコット       | チャンピオンS          | G1 | 芝 1m1f212yds(GS)       | 9    | 4着  | 2:09.82 | 1+3⁄4馬身 | J.クローリー | 9st.7lb.  | Bay Bridge           |

- 競走名のSはステークスの略。
- 距離はイギリスはヤード・ポンド法（mi: マイル、f: ハロン、yd: ヤード）、フランスはメートル法（m: メートル）。
- イギリスの馬場状態はGFがGood to Firm、GdがGood、GSがGood to Softの、フランスの馬場状態はBSがBon Soupleの略。これらはJRAの翻訳基準ではGFとGdが「良」、GSとBSは「稍重」に相当する[25][26]。馬場状態#芝馬場も参照。
- 負担重量（斤量）はイギリスはヤード・ポンド法（st.: ストーン、lb.: ポンド）、フランスはメートル法（kg: キログラム）。

## 血統表
| Baaeedの血統               | Baaeedの血統                                   | Baaeedの血統                                   | （血統表の出典）                               | （血統表の出典） |
| 父系                       | ダンジグ系                                     | ダンジグ系                                     | ダンジグ系                                     | [ § 2 ]          |
| 父 Sea the Stars 2006 鹿毛 | 父の父Cape Cross 1994 黒鹿毛                   | Green Desert                                   | Danzig                                         | Danzig           |
| 父 Sea the Stars 2006 鹿毛 | 父の父Cape Cross 1994 黒鹿毛                   | Green Desert                                   | Foreign Courier                                |                  |
| 父 Sea the Stars 2006 鹿毛 | 父の父Cape Cross 1994 黒鹿毛                   | Park Appeal                                    | Ahonoora                                       | Ahonoora         |
| 父 Sea the Stars 2006 鹿毛 | 父の父Cape Cross 1994 黒鹿毛                   | Park Appeal                                    | Balidaress                                     |                  |
| 父 Sea the Stars 2006 鹿毛 | 父の母Urban Sea 1989 栗毛                      | Miswaki                                        | Mr. Prospector                                 | Mr. Prospector   |
| 父 Sea the Stars 2006 鹿毛 | 父の母Urban Sea 1989 栗毛                      | Miswaki                                        | Hopespringseternal                             |                  |
| 父 Sea the Stars 2006 鹿毛 | 父の母Urban Sea 1989 栗毛                      | Allegretta                                     | Lombard                                        | Lombard          |
| 父 Sea the Stars 2006 鹿毛 | 父の母Urban Sea 1989 栗毛                      | Allegretta                                     | Anatevka                                       |                  |
| 母 Aghareed 2009 鹿毛      | 母の父Kingmambo 1990 鹿毛                      | Mr. Prospector                                 | Raise a Native                                 | Raise a Native   |
| 母 Aghareed 2009 鹿毛      | 母の父Kingmambo 1990 鹿毛                      | Mr. Prospector                                 | Gold Digger                                    |                  |
| 母 Aghareed 2009 鹿毛      | 母の父Kingmambo 1990 鹿毛                      | Miesque                                        | Nureyev                                        | Nureyev          |
| 母 Aghareed 2009 鹿毛      | 母の父Kingmambo 1990 鹿毛                      | Miesque                                        | Pasadoble                                      |                  |
| 母 Aghareed 2009 鹿毛      | 母の母Lahudood 2003 鹿毛                       | Singspiel                                      | In The Wings                                   | In The Wings     |
| 母 Aghareed 2009 鹿毛      | 母の母Lahudood 2003 鹿毛                       | Singspiel                                      | Glorious Song                                  |                  |
| 母 Aghareed 2009 鹿毛      | 母の母Lahudood 2003 鹿毛                       | Rahayeb                                        | *アラジ                                        | *アラジ          |
| 母 Aghareed 2009 鹿毛      | 母の母Lahudood 2003 鹿毛                       | Rahayeb                                        | Bashayer                                       |                  |
| 母系(F-No.)                | 2号族(FN:2-f)                                  | 2号族(FN:2-f)                                  | 2号族(FN:2-f)                                  | [ § 3 ]          |
| 5代内の近親交配            | Mr. Prospector M3×S4×M5、Northern Dancer S5×M5 | Mr. Prospector M3×S4×M5、Northern Dancer S5×M5 | Mr. Prospector M3×S4×M5、Northern Dancer S5×M5 | [ § 4 ]          |
| 出典                       | 1. 2. 3. 4.                                    | 1. 2. 3. 4.                                    | 1. 2. 3. 4.                                    | 1. 2. 3. 4.      |

- 1歳上の全兄にコロネーションカップ、キングジョージ6世&クイーンエリザベスステークスを制したフクムがいる。
- 祖母ラフドゥードは米G1・BCフィリー&メアターフ、フラワーボウルS優勝馬。
- 牝系はディープインパクトやレイデオロと同じハイクレア系に属する。